# Mabel au volant
Pour plus de détails, voir Fiche technique et Distribution.
Mabel au volant (Mabel at the Wheel) est une comédie burlesque américaine de Mabel Normand et Mack Sennett avec Charlie Chaplin sortie le 18 avril 1914.

## Synopsis
À la suite d'une dispute entre Mabel et son fiancé, Charlie profite de la situation et emmène Mabel en promenade sur sa motocyclette, mais il la fait tomber malencontreusement dans une flaque de boue. S'ensuit alors un affrontement entre Mabel, son père et son fiancé d'un côté, et Charlie de l'autre.
Plus tard, alors qu'il doit prendre part à une course de voitures, le fiancé de Mabel est enlevé puis ligoté par Charlie et ses deux acolytes. Mabel décide alors de prendre le volant à sa place, sous les encouragements de son père.
Après avoir rattrapé leur retard de début de course, Mabel et son copilote se retrouvent en première position, avec trois tours d'avance. Charlie, qui ne veut pas voir ses rivaux gagner, tente de saboter la course, et à l'aide de ses complices envoie des bombes sur les voitures et recouvre la piste d'huile. Mais Mabel, malgré plusieurs incidents, remporte la course, au grand désarroi de Charlie.

## Fiche technique
- Titre original : Mabel at the Wheel
  - Titre alternatif : A Hot Finish
- Titre : Mabel au volant
- Réalisation : Mabel Normand, Mack Sennett
- Scénario : Mabel Normand, Mack Sennett, Charlie Chaplin (non crédité)
- Photographie : Frank D. Williams
- Production : Mack Sennett
- Société de production : Keystone
- Société de distribution : Mutual Film (1914)
- Pays de production :  États-Unis
- Langue : titres en anglais
- Format : Noir et blanc - 35 mm - 1,33:1  -  Muet
- Genre : comédie burlesque
- Longueur : deux bobines (600 mètres)
- Durée : 18 minutes
- Date de sortie : 18 avril 1914
- Licence : Domaine public

## Distribution
Source principale de la distribution :
- Charlie Chaplin : le méchant
- Mabel Normand : Mabel
- Harry McCoy : le fiancé de Mabel
- Chester Conklin : le père de Mabel
- Mack Sennett : un journaliste
- Dave Anderson[2] : l'autre acolyte de Chaplin
- Joe Bordeaux : un type louche
- Mack Swain : un spectateur
- William Hauber : le copilote de Mabel

Reste de la distribution non créditée :
- Dan Albert : un spectateur qui applaudit
- Charles Avery : un spectateur dans la tribune
- Charley Chase : un spectateur
- Alice Davenport : une spectatrice dans la tribune
- Minta Durfee : une spectatrice dans la tribune
- Edgar Kennedy : un spectateur dans la tribune
- Charles Lakin : un spectateur qui applaudit
- Grover Ligon : un complice
- Fred Mace : l'individu louche
- Edward Nolan : un spectateur
- Fred Wagner : le commissaire qui donne le départ